# Südindien

Karte von Südindien

Südindien ist eine Region, die aus dem südlichen Teil Indiens besteht und die Bundesstaaten Andhra Pradesh, Karnataka, Kerala, Tamil Nadu und Telangana sowie die Unionsterritorien Lakshadweep und Puducherry umfasst, die 19,3 % der Fläche Indiens und knapp 20 % der indischen Bevölkerung ausmachen.
Aufgrund der sozialen, sprachlichen, wirtschaftlichen und kulturellen Besonderheiten wurden bereits Forderungen nach einer verstärkten Autonomie und Unabhängigkeit Südindiens und der hier lebenden Draviden laut. Diese reichen bis zur Forderung nach einem eigenen Staat mit dem Namen Dravida Nadu.

## Geografie

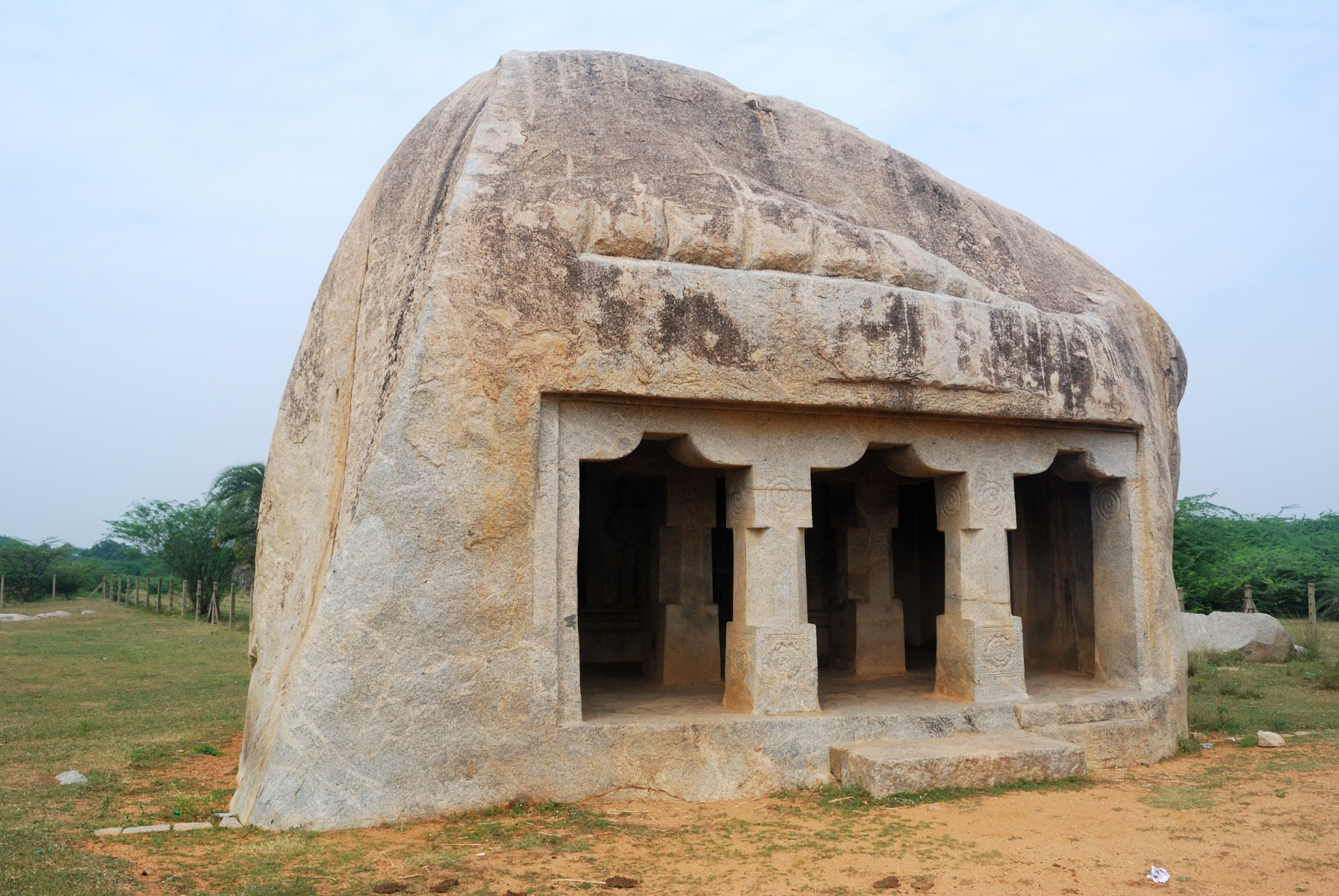
Mahendravadi-Granittempel bei Kanchipuram, Tamil Nadu

Das in hohem Maße von Granitgestein dominierte Südindien erstreckt sich über den südlichen Teil des Dekkan-Hochlands und wird im Osten vom Golf von Bengalen, im Westen vom Arabischen Meer und im Süden vom Indischen Ozean begrenzt. Manche sehen auch den nördlichen Teil des Dekkan (Bundesstaat Maharashtra) aufgrund seiner geologischen Ähnlichkeiten als zu Südindien gehörig an. Die Grenze zwischen Nord- und Südindien würde dann von den in Ost-West-Richtung verlaufenden Flüssen Purna und Tapti bzw. von den Gebirgsketten des Satpuragebirges und des Vindhyagebirges gebildet. Die Region ist geografisch sehr vielfältig und wird von zwei Gebirgsketten – den West- und Ostghats – begrenzt, die in Teilen an die Hochebene grenzen. Die Region verfügt über ein feuchttropisches Klima und eine vielfältige Flora und Fauna mit bedeutenden Urwaldflächen.

### Bundesstaaten und Unionsterritorien
Südindien gliedert sich in 5 Bundesstaaten:
- Andhra Pradesh
- Karnataka
- Kerala
- Tamil Nadu
- Telangana

und zwei Unionsterritorien:
- Lakshadweep
- Puducherry

### Bedeutende Städte

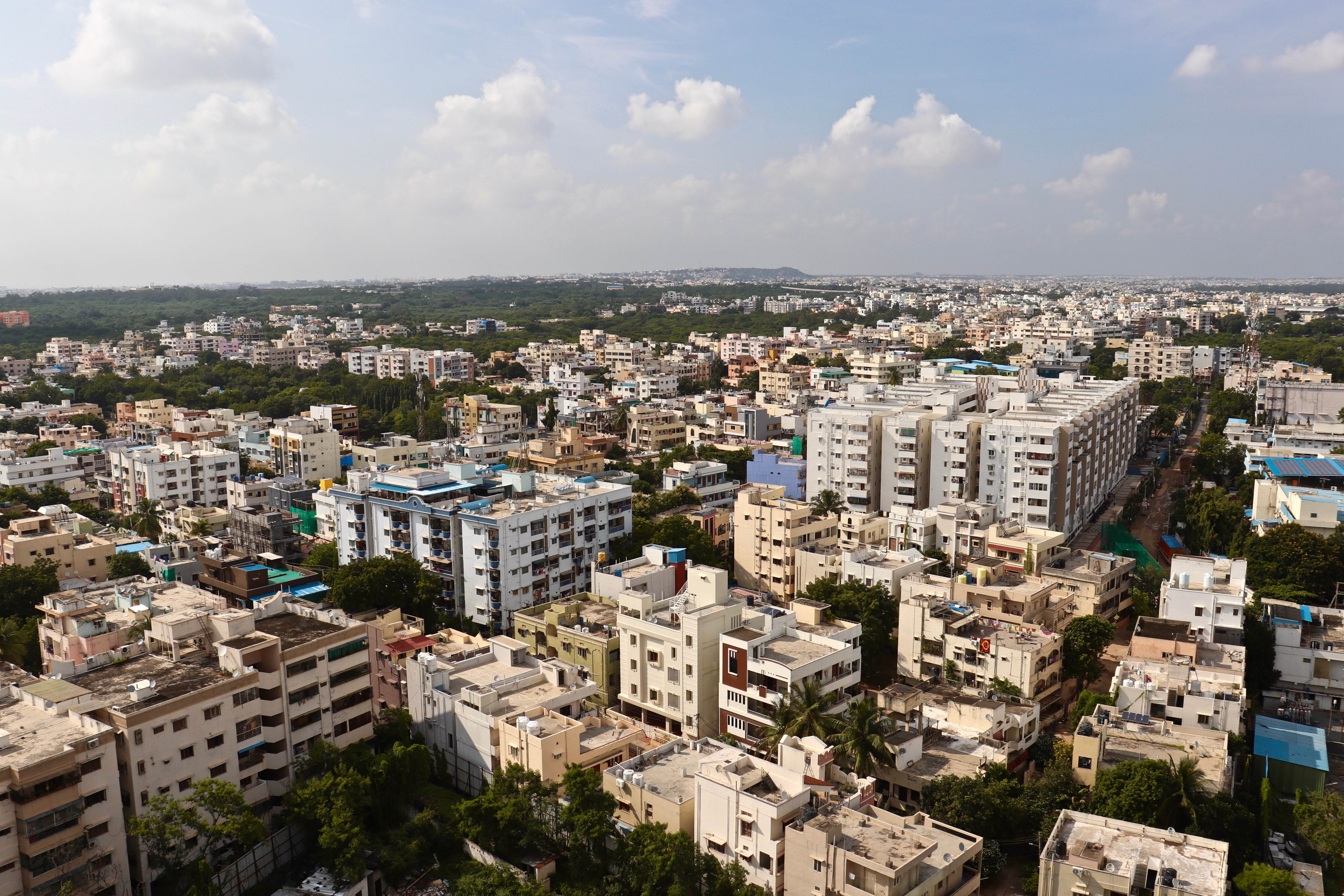
Hyderabad

Wichtige Bevölkerungs- und Wirtschaftszentren sind:
- Bengaluru
- Chennai
- Hyderabad
- Coimbatore
- Kochi
- Visakhapatnam
- Thiruvananthapuram
- Madurai
- Vijayawada
- Kozhikode
- Mysuru
- Tiruchirappalli

## Geschichte

Herrschafts- und Einflussgebiet der Chola um 1050

Die Kohlenstoffdatierung zeigt, dass Aschehügel, die mit jungsteinzeitlichen Kulturen in Südindien in Verbindung gebracht werden, auf die Zeit um 8000 v. Chr. zurückgehen. Der Süden Indiens war die meiste Zeit seiner Geschichte in verschiedene hinduistische Kleinkönigreiche und Fürstentümer aufgespalten, unter denen das Pallava- und das Chola-Reich hervorstechen, deren Blütezeiten vom 6. bis zum 9. beziehungsweise vom 9. bis zum 13. Jahrhundert dauerten. Auf die Chola folgte von etwa 1350 bis 1550 das Vijayanagar-Reich, welches eine Hegemonie über den Süden Indiens errichten konnte. Nach wiederholten Invasionen durch das Sultanat von Delhi und dem Fall des Vijayanagar-Reiches im Jahr 1646 wurde der Norden der Region von den Dekkan-Sultanaten, dem Maratha-Reich und diversen Kleinstaaten dominiert.
Die Portugiesen fanden Ende des 15. Jahrhunderts einen Seeweg nach Indien und errichteten in der Folgezeit Stützpunkte an der Küste, um den Handel zu kontrollieren und die Versorgung ihrer Schiffe und Mannschaften sicherzustellen; ins Binnenland drangen sie nicht vor. Seit der Mitte des 18. Jahrhunderts lieferten sich Franzosen und Briten einen langwierigen Kampf um die militärische Kontrolle über Südindien. Nach der Niederlage von Tipu Sultan im Vierten Mysore-Krieg (1799) und dem Ende der Vellore-Meuterei (1806) festigten die Briten ihre Macht über einen Großteil des heutigen Südindiens, mit Ausnahme des französischen Pondichéry (Puducherry). Das britische Weltreich übernahm im Jahr 1857 die Kontrolle über die Region von der Britischen Ostindien-Kompanie. Während der britischen Kolonialherrschaft wird die Region neu unterteilt, wobei die Fürstenstaaten Mysore und Hyderabad eine gewisse regionale Bedeutung aufwiesen.
Nach der Unabhängigkeit Indiens im Jahr 1947 wurde die Region in vier Bundesstaaten aufgeteilt: Madras, Mysore, Hyderabad und Travancore-Cochin. Mit dem States Reorganisation Act von 1956 wurden die Bundesstaaten nach sprachlichen Gesichtspunkten neu geordnet, was zur Schaffung der neuen Bundesstaaten Andhra Pradesh, Karnataka, Kerala und Tamil Nadu führte. Im Jahr 2014 entstand Telangana aus Teilen von Andhra Pradesh.

## Bevölkerung
Laut der indischen Volkszählung von 2011 beläuft sich die geschätzte Bevölkerung Südindiens auf 252 Millionen, was etwa einem Fünftel der Gesamtbevölkerung Indiens entspricht. Die Fertilitätsrate der Region liegt unter dem Durchschnitt des Landes. Infolgedessen ist der Anteil der Bevölkerung Südindiens an der Gesamtbevölkerung Indiens von 1981 bis 2011 zurückgegangen und der demografische Übergang ist weiter fortgeschritten als im Rest des Landes. Laut der Volkszählung 2011 liegt die durchschnittliche Alphabetisierungsrate in Südindien bei etwa 80 % und damit deutlich über dem indischen Landesdurchschnitt von 74 %, wobei Kerala mit 93,9 % die höchste Alphabetisierungsrate aufweist.
Die größte Sprachgruppe in Südindien ist die dravidische Sprachfamilie, die etwa 73 Sprachen umfasst, darunter die wichtigsten Sprachen Telugu, Tamil, Kannada und Malayalam. Die größte Religionsgruppe sind Hindus, welche rund 80 % der Bevölkerung ausmachen. Daneben gibt es größere Gemeinschaften von Muslimen (rund 11 %) und Christen (rund 4 %).
Südindien verfügt im landesweiten Vergleich über ein höheres sozioökonomisches Entwicklungsniveau. Nach Schwankungen in den Jahrzehnten unmittelbar nach der Unabhängigkeit Indiens verzeichneten die Volkswirtschaften der südindischen Bundesstaaten in den letzten drei Jahrzehnten ein überdurchschnittliches Wachstum im Vergleich zum nationalen Durchschnitt. Armutsraten sind in Südindien niedriger als im Rest des Landes, genauso wie Kindersterblichkeit und Analphabetismus. Es wird auch eine bessere Beteiligung von Frauen im öffentlichen Leben verzeichnet. Bei der sozialen und wirtschaftlichen Entwicklung stechen insbesondere die Technologiezentren Bengaluru, Chennai, Hyderabad sowie der Bundesstaat Kerala hervor.

## Kulturelle Unterschiede

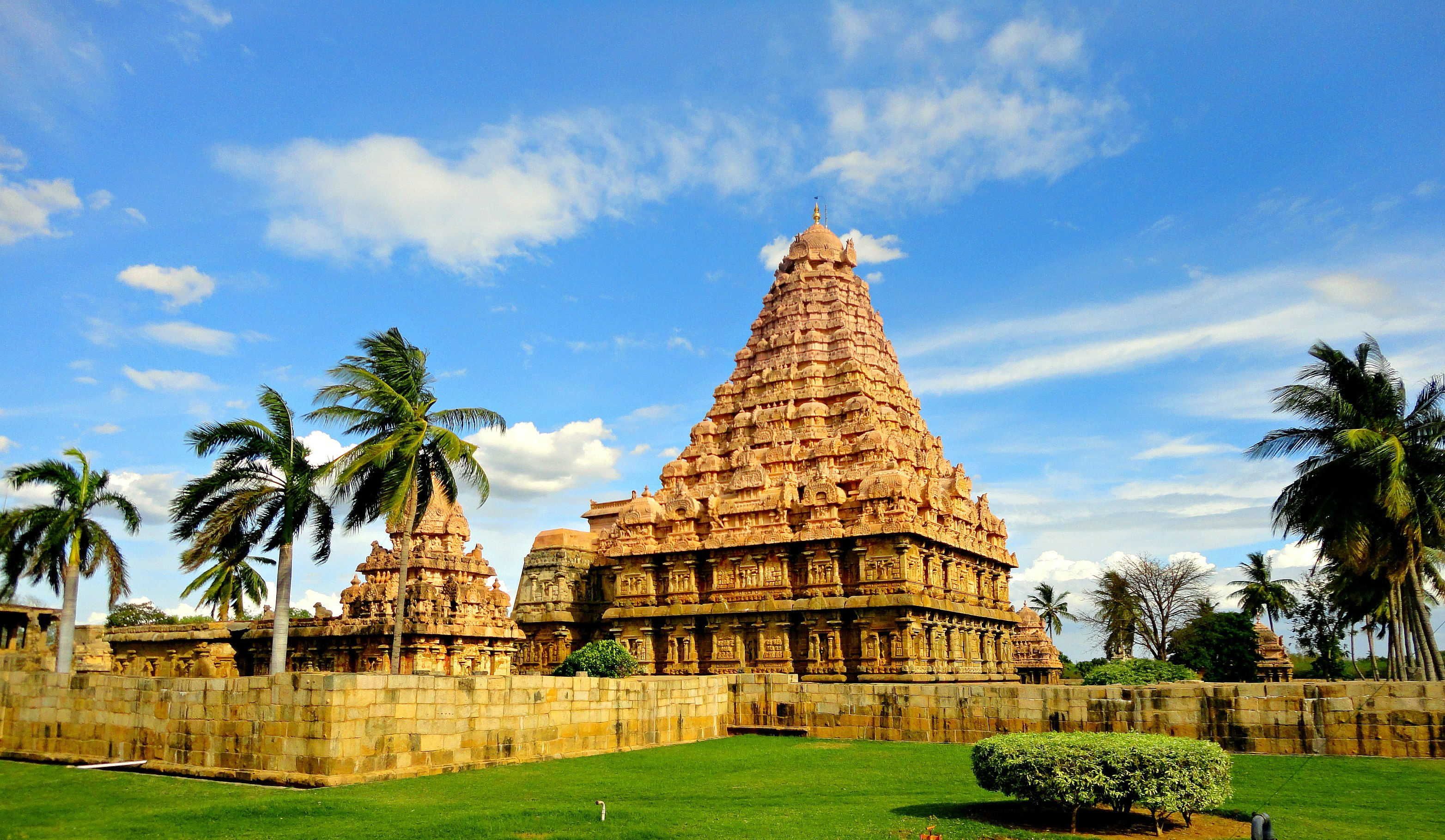
Chola-Tempel in Gangaikonda Cholapuram (2017)

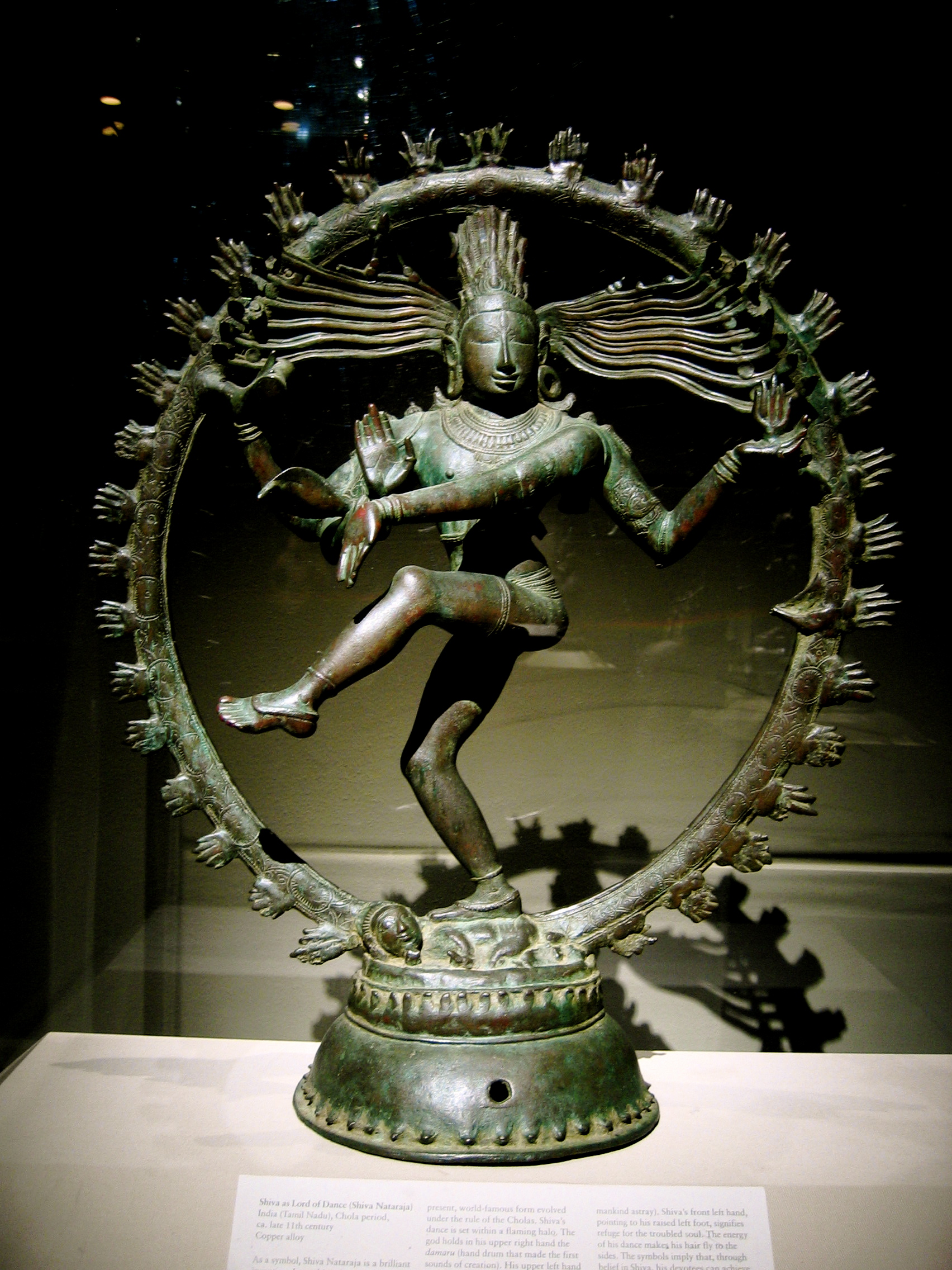
Shiva Nataraja, Shiva als „König des Tanzes“ (Chola-Bronze, Tamil Nadu, 11. Jh., Größe: 68 cm)

Der Süden Indiens weist hinsichtlich Geschichte, Kultur, Sprache, Küche, Architektur und Politik bedeutende Unterschiede zum Rest des Landes auf. Die Draviden bilden im Süden Indiens die Mehrheit der Einwohner. Die Mehrheit der Menschen in Südindien spricht mindestens eine der vier großen dravidischen Sprachen: Telugu, Tamil, Kannada und Malayalam. In einigen Bundesstaaten und Unionsterritorien wird auch eine Minderheitensprache anerkannt, wie Urdu in Telangana und Französisch in Puducherry. Neben diesen Sprachen wird Englisch sowohl von der Zentralregierung als auch von den Regierungen der Bundesstaaten für offizielle Mitteilungen verwendet und ist auf allen öffentlichen Schildern zu lesen. 
Neben Abstammungs- und Sprachunterschieden gibt es auch eine Reihe weiterer kultureller Differenzen zwischen Nord- und Südindien, etwa bei:
- Göttern (siehe z. B. Skanda/Murugan, Mariyamman, Somaskanda, Virabhadra, Vithoba, Renuka/Yellamma, Hemareddy Mallamma); dagegen kommen andere Glaubensvorstellungen in Südindien nicht vor (etwa der Yogini-Kult)
- Sekten (z. B. Lingayatismus)
- Architektur-Stilen in der Tempelbaukunst
- Bronzekunst der Chola-Zeit
- Sangam-Literatur (die Sangam-Literatur ist vermutlich zwischen dem 1. und 6. Jahrhundert n. Chr. in Südindien (Tamil Nadu) entstanden)

## Küche
Auch die südindische Küche basiert zum großen Teil auf im Norden Indiens nicht vorkommenden bzw. aus dem Süden des Landes importierten Gewürzen (Pfeffer, Kardamom, Zimt etc.) und Zubereitungsarten (Chutneys, Currys, Dosas etc.)

## Fauna und Flora
In Südindien leben die seltenen Nilgiri-Tahre und Nilgiri-Languren sowie die vom Aussterben bedrohten Bartaffen. Weitverbreitet sind Kokospalmen; selten geworden sind Sandel- und Agarholzbäume.